# Jocelyne Gros-Louis
Pour les articles homonymes, voir Gros-Louis.
Jocelyne Gros-Louis - Lahontiach (« La pionnière », en huron-wendat) - Première femme Grand Chef de la Nation des Hurons-Wendat, de Wendake de 1992 à 1994,,. Le 16 août 1992, elle défait le Grand Chef de l’époque Max Gros-Louis qui était à la tête de la Nation depuis 26 ans. 
De 1988 à 1990, elle fut la présidente de la Corporation du Festival du Cuir, un événement se produisant dans l’ancienne ville de Loretteville maintenant un quartier de la Ville de Québec. Elle est l’une des membres fondatrices du Regroupement autochtone féminin en 1989, ainsi qu’une membre fondatrice et administratrice de la Corporation du Buisson, qui héberge des Autochtones de partout au Québec à Loretteville, depuis 1985. Elle est Directrice du Centre d’amitié autochtone de Québec, qui vient en aide aux Autochtones en milieu urbain de la Ville de Québec et ce depuis 1979.
Elle a soutenu la conclusion de l'entente entre le gouvernement fédéral et la nation huronne-wendat dans l'affaire des quarante arpents afin d'obtenir des réparations à la suite de la vente illégale des terrains par le gouvernement.